# Баликтах (Мегіно-Кангаласький улус)
Баликтах (рос. Балыктах) — село у Мегіно-Кангалаському улусі Республіки Сахи Російської Федерації.
Населення становить 783 особи. Належить до муніципального утворення Мегінський наслег.

## Історія
Згідно із законом від 30 листопада 2004 року органом місцевого самоврядування є Мегінський наслег.

## Населення
| 2002 | 2010 | 2012 | 2013 | 2014 | 2015 | 2016 |
| ---- | ---- | ---- | ---- | ---- | ---- | ---- |
| 963  | ↘883 | ↘863 | ↘839 | ↘809 | ↘804 | ↘791 |
| 2017 | 2018 |      |      |      |      |      |
| ↘790 | ↘783 |      |      |      |      |      |